# The Dating Game
The Dating Game – amerykański program rozrywkowy o tematyce randkowej, którego premiera odbyła się w roku 1965. Format opracował Chuck Barris. 

## Historia
Program pierwotnie była nadawany w wersji czarno-białej. Od 1966 roku pojawiła się wersja kolorowa, która była pierwszym programem American Broadcasting Company w kolorze nadawanym regularnie w paśmie dziennym. Program został zdjęty z anteny w lipcu 1973, jednak w późniejszych latach wyprodukowano i wyemitowano kilka innych wersji programu (w latach 1973–1974 pod tytułem The New Dating Game, w latach 1978–1980, w latach 1986–1989, w latach 1996–1999 oraz w roku 2021). 
Program w momencie powstania odzwierciedlał przemiany amerykańskiego społeczeństwa po rewolucji seksualnej lat 60..

## Formuła
W większości odcinków pojawiało się trzech kawalerów i jedna dziewczyna, którzy siedzieli w studiu tak, żeby nie mogli się wzajemnie zobaczyć. Dziewczyna zadawała kawalerom pytania, a ci odpowiadali, starając się zrobić dobre wrażenie na dziewczynie. Potem dziewczyna na podstawie ich odpowiedzi i głosu wybierała zwycięzcę, z którym udawała się na randkę sponsorowaną przez program.
Sporadycznie sytuacja ulegała odwróceniu – wtedy kawaler wypytywał trzy dziewczyny.

## W innych krajach
Format The Dating Game stał się modelem dla wielu lokalnych wersji programu na całym świecie. Polska wersja nosiła tytuł Randka w ciemno.